# Gatka (powiat mławski)
Gatka – kolonia w Polsce, w województwie mazowieckim, w powiecie mławskim, w gminie Strzegowo.
Do 2023 miejscowość była częścią wsi Ignacewo.
W latach 1975–1998 Gatka administracyjnie należała do województwa ciechanowskiego.